# 28e régiment d’infanterie
Das 28e régiment d’infanterie  war ein französisches Infanterieregiment (zuletzt der Festungsinfanterie in der Maginot-Linie), das bis 1940 bestand. In der königlichen Armee des Ancien Régime führte es bis zum 1. Januar 1791 den  Namen „Régiment de Maine“.

## Aufstellung und signifikante Änderungen
- 1776: Das Régiment de Lyonnais wurde in Calais geteilt. Das 1. und das 3. Bataillon blieben in ihrer alten Einheit, während das 2. und 4. Bataillon das neue „Régiment de Maine“ bildeten.
- 1. Januar 1791: Im Zuge der Reorganisation des Heeres während der Französischen Revolution verloren alle Regimenter ihre Namen und erhielten jetzt eine Nummer. Die neue Bezeichnung lautete: 28e régiment d’infanterie de ligne (ci-devant Maine).[1]
- 1794: Premier amalgame, aus dem 1. Bataillon wurde die „55e demi-brigade de première formation“ (auch „55e demi-brigade de bataille“ genannt),  aus dem 2. Bataillon wurde die „56e demi-brigade de première formation“ (auch „56e demi-brigade de bataille“ genannt) gebildet.
- 24. September 1803: Umbenennung der Demi-brigades – aus der vormaligen 28e demi-brigade d’infanterie wurde das „28e régiment d’infanterie de ligne“.[2]
- 1814: Während der Ersten Restauration und auch während der Herrschaft der Hundert Tage wurde der Name beibehalten.
- 16. Juli 1815: Mit der Napoleonischen Armee wurde auch das Regiment aufgelöst.
- 11. August 1815: Als Nachfolgeverband wurde die „1re légion du Nord“ aufgestellt.
- 1820: Die „58e“und die „1re légion du Nord“ wurde zusammengelegt und bildeten das „28e régiment d’infanterie de ligne“.
- 1870: Während des Deutsch-Französischen Krieges wurde das „28e régiment de marche“ (28. Marschregiment) aufgestellt.
- 1871: Umbenennung des „28e régiment de marche“ in „28e régiment d’infanterie de ligne“.
- 1881: Umbenennung in „28e régiment d’infanterie“.
- 1914: Aufstellung des „228e régiment d'infanterie“ als Reserveregiment der 1. Linie.

## Ausstattung bis 1791

### Fahnen
Das Regiment führte drei Fahnen, eine weiße Leibfahne (Drapeau colonelle) und zwei Ordonnanzfahnen (eine für jedes Bataillon).

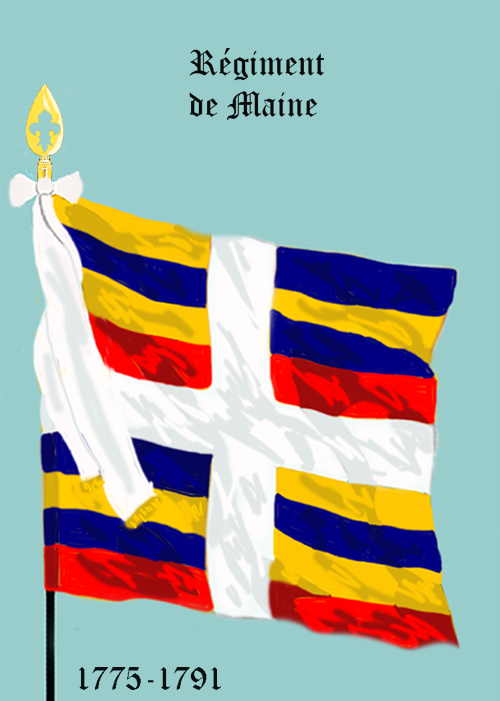
Ordonnanzfahne

### Uniformierung

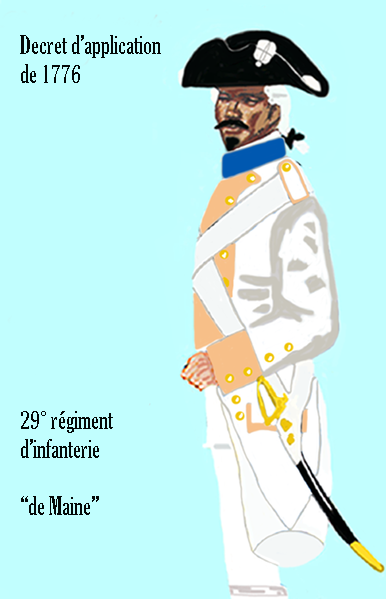
1776
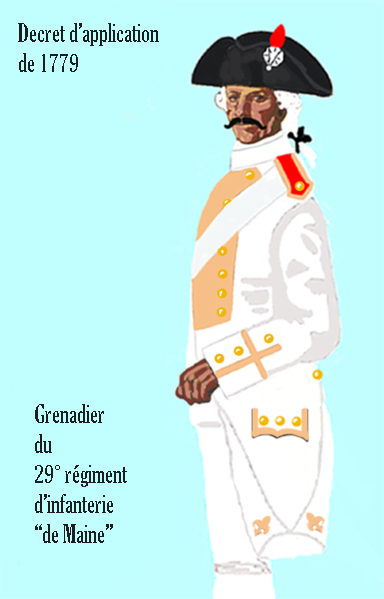
1779 bis 1791
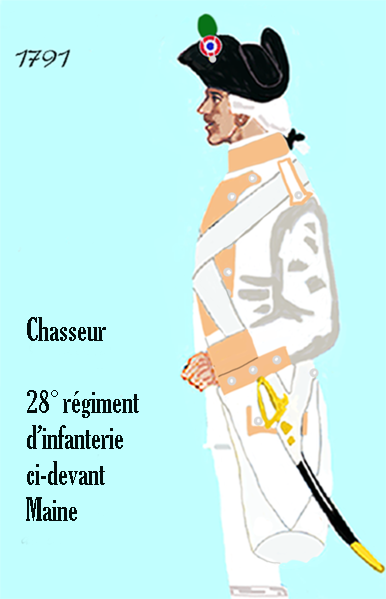
1791 bis 1795

## Mestres de camp/Colonels/Chefs de brigade
Mestre de camp war von 1569 bis 1661 und von 1730 bis 1780 die Rangbezeichnung für den Regimentsinhaber und/oder für den mit der Führung des Regiments beauftragten Offizier. Die Bezeichnung „Colonel“ wurde von 1721 bis 1730, von 1791 bis 1793 und ab 1803 geführt.
Nach 1791 gab es keine Regimentsinhaber mehr.
Sollte es sich bei dem Mestre de camp/Colonel um eine Person des Hochadels handeln, die an der Führung des Regiments kein Interesse hatte, (so zum Beispiel der König oder die Königin) so wurde das Kommando dem „Mestre de camp lieutenant“ (oder „Mestre de camp en second“) respektive dem Colonel-lieutenant oder Colonel en second überlassen.
- 26. April 1775: Mestre de camp Roger-Valentin, comte de Clarac
- 1. Januar 1784: Colonel Antoine-Charles-Gabriel Bernard de Montessus, comte de Rully
- 25. Juli 1791: Colonel François-Charles Le Prestre de Themericourt de Jaucourt
- 31. Januar 1793: Colonel Claude D'Heran

(…)
- 1803 : Colonel Jean-François Clerc
- 1804 : Colonel Jean-Georges Edighoffen
- 1806 : Colonel Jean-François Toussaint
- 1813 : Colonel Marie-Joseph-Andre-Augustin de Capriol de Saint-Hilaire
- 1815 : Colonel Marc-Antoine-Alexandre De Saint-Michel

(…)
- August 1914: Colonel André Allier.
- 2. bis 4. September 1914: Commandant Denvignes.
- 4. bis 14. September 1914: Capitaine Gaston Potin
- 10. September bis 19. November 1914: Lieutenant-colonel Ernest Capitant
- 19. bis 25. November 1914: Commandant Maurice Henneton
- 25. November 1914 bis 26. Mai 1915: Lieutenant-colonel Ernest Capitant.
- 27. Mai 1915 bis 7. August 1917: Lieutenant-colonel Louis Roller
- 7. August 1917 bis 11. November 1918: Lieutenant-colonel Jean de Gouvello

(…)

## Einsatzgeschichte
Nach seiner Aufstellung erfolgte im April 1776 die Verlegung nach Arras, im Oktober des gleichen Jahres nach Montdauphin und Embrun, im November 1777 nach Belfort, im April 1778 nach Sedan, im Mai 1779 nach Coutances und Avranches, im Mai 1780 nach Lamballe und nach Alençon, im November 1781 nach Béziers, im November 1782 nach Toulon, und im März 1783 nach Montpellier.
Im März 1784 nach Toulon zurückgekehrt, wurde es 6. April nach Saint-Florent eingeschifft und war noch auf Korsika, als die Revolution ausbrach.

### Revolutionszeit
Am 15. November 1789 brach in Bastia ein Aufstand aus. Das Regiment musste gegen die Einwohner zu den Waffen greifen und führte einen Kampf, bei dem fünf Männer getötet oder verwundet wurden. Allerdings fand dann eine Verbrüderung  zwischen den Einwohnern von Bastia und den Soldaten des „Régiment de Maine“ statt. Dies fand nicht die Zustimmung des Regimentskommandanten, des königstreuen Colonel de Rully. Er wollte auf keinen Fall die Revolution unterstützen und schoss sogar auf einen seiner Offiziere. Er traf ihn jedoch
nicht, sondern eine Dame, die gerade vorüberging. Daraufhin wurde das Haus von Rully regelrecht belagert und beschossen, Rully wurde am 19. April 1790 getötet.
„Maine“ blieb ein weiteres Jahr auf Korsika. Im Mai 1791 eingeschifft, kam es am 27. Mai in Toulon an und marschierte sofort nach Draguignan. Am Ende dieses Jahres befand es sich kurz in Arles und kehrte im Dezember nach Draguignan zurück. Im April 1792 verlegte es nach Antibes und Monaco
Es war Teil der kleine Armee mit der Général Anselme die Grafschaft Nizza eroberte, danach blieb das 1. Bataillon im Lager Var, das 2. Bataillon kehrte nach Monaco zurück. Anfang 1793 lagen die zwei Bataillone in Nizza in Garnison, als Général
Armand-Louis de Gontaut, duc de Biron das Kommando übernahm. „Maine“ zeichnete sich bald in der Schlacht bei Sospello am 13. Februar,  bei der Einnahme des Lagers von Braons und 28. Februar und 29. Februar in den Kämpfen bei Lantosca aus. Hier konnten die Grenadiere des Regiments unter dem Schutz der Artillerie die Höhen ersteigen und den Feind von Entrevaux nach Vesubia vertreiben. Am 28. März kamen die Piemontesen, um das Lager von Braons anzugreifen; sie wurden allerdings von den Grenadieren des Regiments abgewiesen. Nach dem Ersatz des Duc de Brion durch Général Jean-Baptiste Brunet marschierte das 2. Bataillon nach Toulon und befand sich noch dort, als die Stadt durch die Einwohner den Engländern und Spaniern übergeben wurde. Die Garnison war zu schwach um das zu verhindern. Das Bataillon wurde mit zwei Bataillonen aus dem Département Var zu einem Regiment zusammengefasst, das den Namen „Régiment de Royal–Louis“ erhielt und mehr oder weniger gezwungen wurde an der Verteidigung teilzunehmen.
Das 1. Bataillon stand währenddessen weiterhin in den Alpes-Maritimes und kam später zur Armée d’Italie. Mit der Bildung der Demi-brigades in der Premier amalgame endete zunächst die Traditionslinie des Regiments und wurde es am 24. September 1803 mit der Bildung eines neuen „28e régiment d’infanterie“ (das mit dem ursprünglichen Regiment nichts mehr zu tun hatte)  fortgesetzt.

### Erstes Kaiserreich
- 1805: Feldzug in Österreich

2. Dezember: Schlacht bei Austerlitz
- 1806/1807: Feldzug in Preußen und Polen

Schlacht bei Jena und Auerstedt
Schlacht um Lübeck
Schlacht bei Eylau
- 1808 bis 1814: ?
- 1815: Feldzug in Belgien

Schlacht bei Waterloo

### 1815 bis 1848
1823: Feldzug nach Spanien
1830: Per Anordnung vom 18. September wurde ein viertes Bataillon aufgestellt. Die Personalstärke des Regiments betrug jetzt 3000 Mann.
1830: Einsatz bei der Eroberung von Algerien

### Zweites Kaiserreich
- 1854/1855: Einsatz im Krimkrieg

Belagerung von Sewastopol
- Mit Anordnung vom 2. Mai 1859 musste das Regiment eine Kompanie zur Aufstellung des 101e régiment d’infanterie de ligne abgeben.

### 1870 bis 1914
- 1870/1871: Deutsch-Französischer Krieg:

Schlacht bei Mars-la-Tour
Schlacht bei Gravelotte
Am 16. August 1870 verließ das 4. Bataillon – gebildet aus neu Angekommenen – das Depot und bildete das „13 régiment de marche“ (13. Marschregiment) in der 1. Brigade der 3. Division des 13. Armeekorps.
7. Oktober 1870: Schlacht bei Bellevue
Belagerung von Paris (Gefecht bei Bourget)
Im Gefecht bei Torçay war eine Marschkompanie – zugeteilt dem „36 régiment de marche“ (36. Marschregiment) – beteiligt.
24. November 1870: die 8. Kompanien des 2. und 3. Bataillons des Regiments bildeten das „29 régiment de marche“, das bei den Gefechten an der Loire bei Chilleurs, Ladon, Boiscommun, Neuville-aux-Bois und Maizières eingesetzt war.
6. Januar 1781: die Marschkompanie des Regiments, die zum „36 régiment de marche“ abgeordnet war, wurde im Gefecht bei Gué-du-Loir eingesetzt.

### Erster Weltkrieg

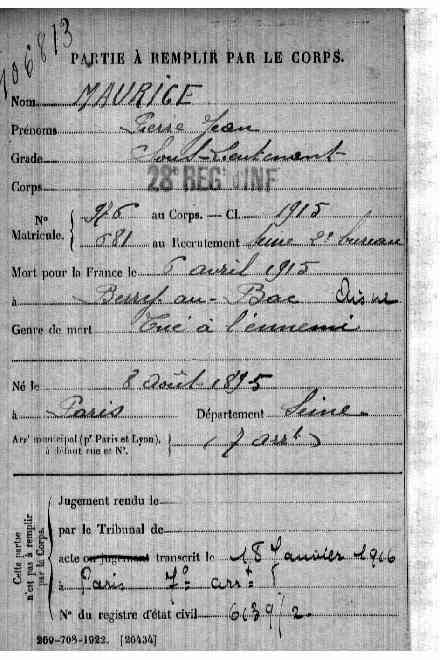
Todesmeldung des Sous-lieutenant Pierre Jean Maurice aus Paris, gefallen am 15. April 1915 bei Berry-au-Bac

Bei Kriegsbeginn war das Regiment in Evreux in der Caserne Amey und in Paris im Fort de Saint-Denis, im Fort de Stains, im Fort de Montmorency, in Montignon und in Domont stationiert. Es gehörte zur 11. Brigade in der 6. Infanteriedivision (während des ganzen Krieges) des 3. Armeekorps.
1914
22. August: Schlacht bei Charleroi
29. August: Schlacht bei Saint-Quentin
6. September: Erste Marneschlacht
13. September: Schlacht an der Aisne
1915
Winterschlacht in der Champagne (Kämpfe nördlich von Reims)
Lorettoschlacht
1916
Stellungskämpfe an der Somme
ab April Schlacht um Verdun
1917
Schlacht am Chemin des Dames. Am 31. Juli geriet nahezu das gesamte Bataillon des Capitaine Dherse in deutsche Gefangenschaft.
1918
Herbstschlacht in der Champagne
Schlacht bei Amiens (8. bis 11. August)
Schlacht an der Ailette (17. bis 23. August)

### Anzahl der während des Krieges gefallenen Offiziere
| Jahr | Zahl |
| ---- | ---- |
| 1914 | 22   |
| 1915 | 28   |
| 1916 | 19   |
| 1917 | 8    |
| 1918 | 11   |

### Zweiter Weltkrieg

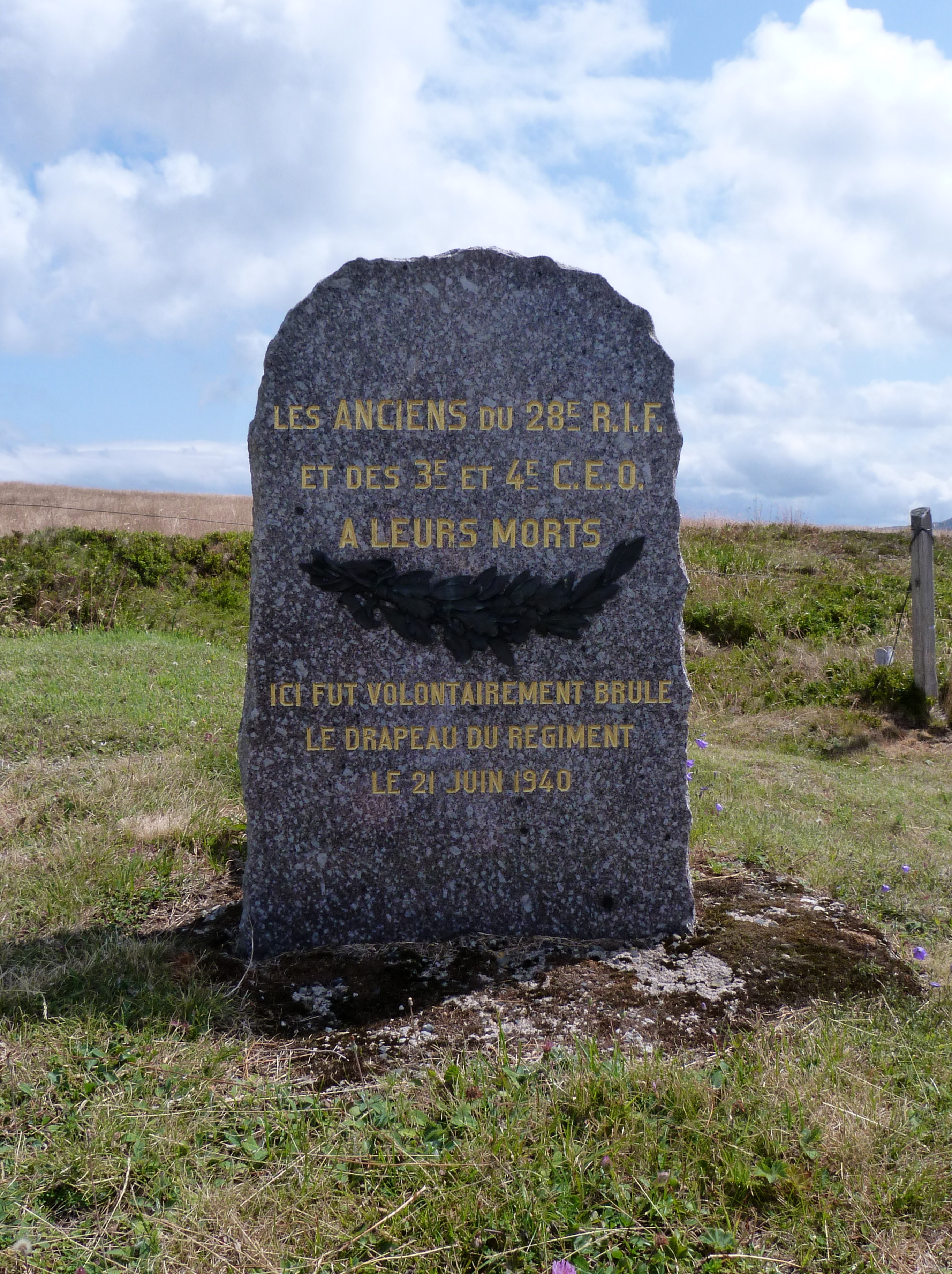
Monument des 28^{e} RIF in den Vogesen

Am 24. August 1939 wurde die Einheit als Festungsinfanterieregiment zur Besatzung der Maginot-Linie wieder aufgestellt. Es wurde dem Festungsabschnitt Colmar im Bereich der 104. Festungsinfanteriedivision zugeteilt. Die Aufstellung erfolgte durch das Région Militaire, Centre Mobilisateur d’infanterie; réserve A RIF type bas Rhin CMI 71 Neuf-Brisach.
Ohne in große Kämpfe verwickelt worden zu sein, wurde die Einheit nach dem Waffenstillstand von Compiègne aufgelöst und nicht wieder aufgestellt.
Das Denkmal befindet sich an der Straße D 430 östlich des Großen Belchen, wo die Fahne des Regiments am 21. Juni 1940 verbrannt wurde, um sie nicht den Deutschen in die Hände fallen zu lassen.

## Zuletzt geführte Fahne

Regimentsfahne Modell 1880
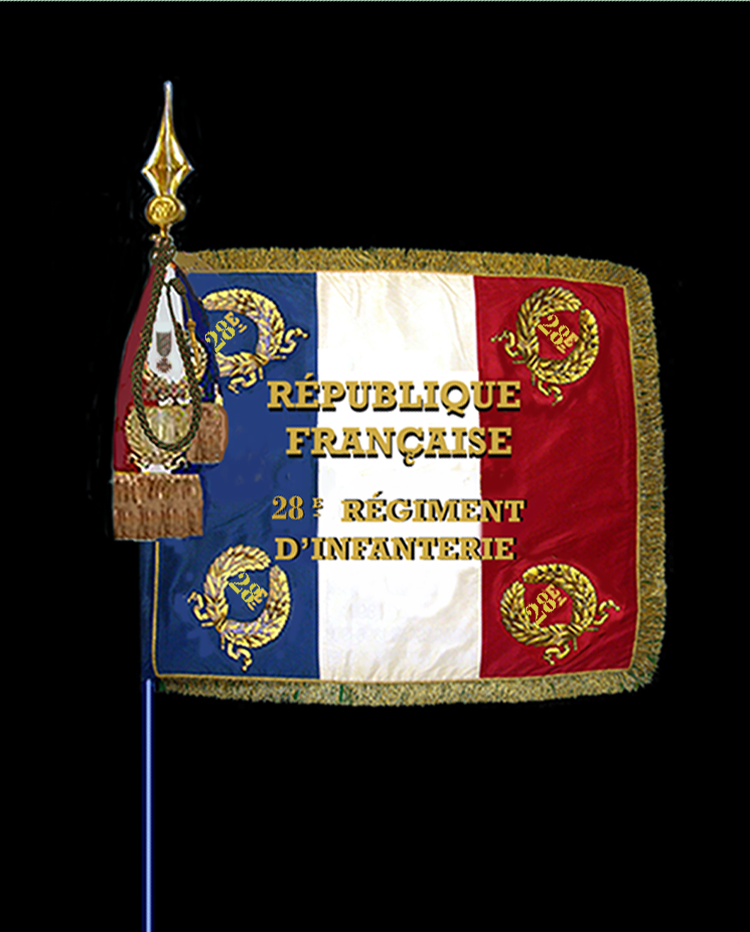
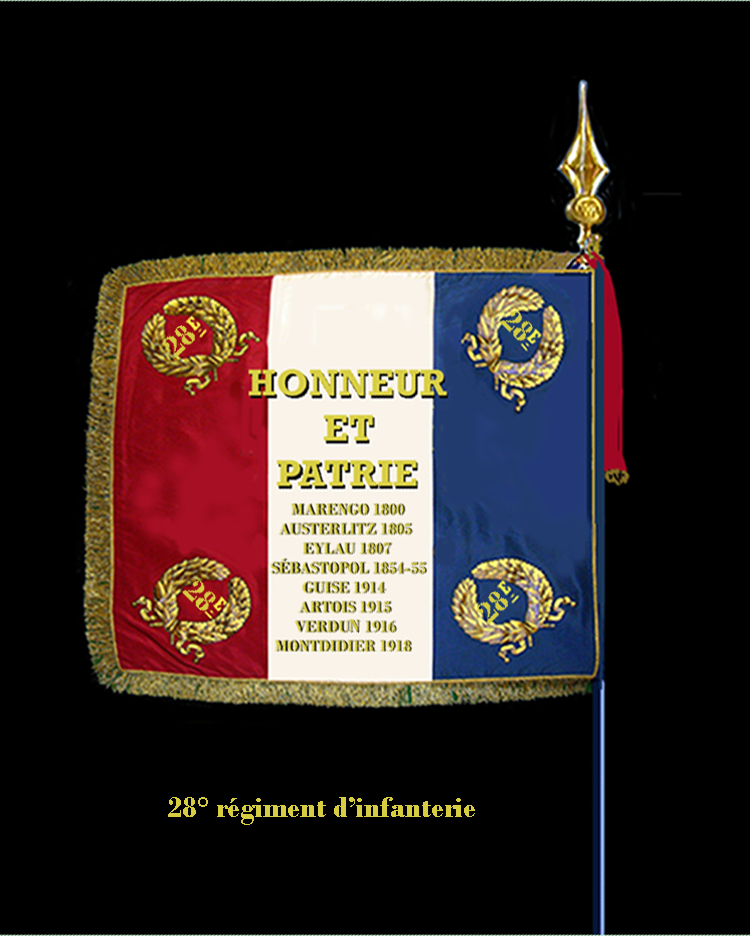

## Auszeichnungen
Das Regiment wurde im Ersten Weltkrieg zweimal lobend im Armeebefehl erwähnt. Dafür wurde das Fahnenband mit dem Croix de guerre (1914–1918) und der Fourragère des Cdg dekoriert.

## Devise
On ne passe pas

Sie kommen nicht durch